# Méandre (mythologie)
Pour les articles homonymes, voir Méandre (homonymie).

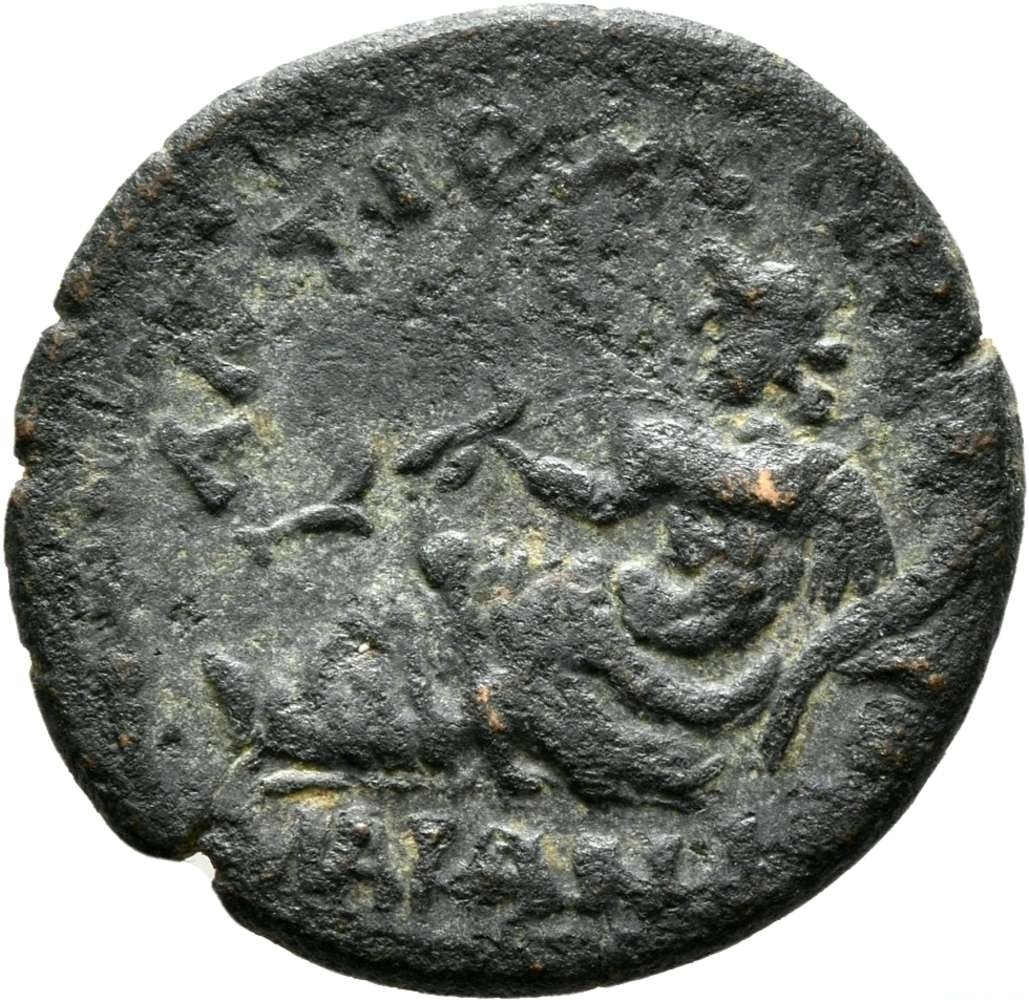
Revers d'une pièce en bronze d'Antioche du Méandre figurant le dieu fleuve Méandre (entre 193 et 211).

Dans la mythologie grecque, Méandre ou Méandros (en grec ancien Μαίανδρος / Maíandros) est le dieu fleuve du fleuve Méandre, en Carie (au sud de l'Asie mineure).

## Généalogie
En tant que dieu fleuve, Méandre est le fils d'Océan et de Téthys,.
Il est le père de plusieurs personnages de la mythologie : Cyanée, (la mère de Byblis et Caunos (en)), Samia (el), (l'île de Samos), Callirhoé, Marsyas et Babys, et Calamos.

### Sources antiques
1. ↑  Hésiode, Théogonie [détail des éditions] [lire en ligne], v. 334.
2. ↑  Ovide, Métamorphoses [détail des éditions] [lire en ligne], IX, 450.
3. ↑  Pausanias, Description de la Grèce [détail des éditions] [lire en ligne], VII, 4, 1.
4. ↑  Nonnos de Panopolis, Dionysiaques [détail des éditions] [lire en ligne], XI.